# Bhutanitis ludlowi
Bhutanitis ludlowi ist eine Schmetterlingsart aus der Familie der Ritterfalter (Papilionidae). Sie gehört zur Unterfamilie Parnassiinae, in der man auch die Apollofalter findet.

## Merkmale
Bhutanitis ludlowi ähnelt der verwandten Art Bhutanitis lidderdalii, hat aber breitere Flügel, ist farblich blasser und besitzt graue Querbänder.

## Verbreitung
Die beiden verwandten Arten B. ludlowi und B. lidderdalii scheinen in ähnlichen Gebieten in Bhutan und Yunnan (China) vorzukommen, aber es ist unbekannt, ob sie die gleichen Habitate besiedeln. Es wird vermutet, dass B. ludlowi auch in Sichuan (China) vorkommt.

## Biologie
Bhutanitis ludlowi ist ein Waldbewohner und lebt in 2000 bis 2200 Metern Höhe. Die Biologie der Art ist bisher unbekannt. Man vermutet, dass sich die Raupen wie bei der verwandten Art B. lidderdalii an Aristolochia-Arten entwickeln.

## Forschungsgeschichte
Die Art war bislang nur aus zwei Sammlungen bekannt. Die Typus-Exemplare wurden 1933 bis 1934 von Gabriel im Trashiyangsi-Tal im Nordosten von Bhutan gesammelt. Sie befinden sich im Natural History Museum in London. Chou beschrieb 1994 ein Exemplar aus Yunnan, China. Im August 2011 wurden Fotos von Bhutanitis ludlowi veröffentlicht. Mitarbeiter des Bumdeling Wildlife Sanctuary in Bhutan fanden zusammen mit einem Forschungsteam der Butterfly Society of Japan sich paarende Exemplare.

## Gefährdung und Schutz
Alle Arten der Gattung Bhutanitis  werden im Anhang II des Washingtoner Artenschutzübereinkommens geführt. Der Handel mit den Tieren ist damit eingeschränkt. Bis vor kurzem wurde kein Handel mit Exemplaren der Art beschrieben, obwohl er bei Sammlern sehr gefragt ist. Die Art gilt als gefährdet.